# Kapitaalverzekering
Een kapitaalverzekering is een vorm van levensverzekering waarbij de verzekeraar bij het in leven zijn van de verzekerde op de vooraf overeengekomen datum het verzekerde bedrag uitkeert. Meestal wordt hierbij gedurende de hele looptijd of het eerste deel daarvan periodiek  premie betaald.

## Uitkering bij leven
Kenmerkend van de kapitaalverzekering bij leven is dat de verzekering uitkeert wanneer de verzekerde in leven is. In principe kan de uitkering bij leven hoger zijn dan het eindkapitaal bij sparen, omdat de kans bestaat op vooroverlijden, waarbij niets wordt uitgekeerd. Dit voordeel kan echter verminderd of tenietgedaan worden door hogere kosten. Tot 2001 werd een kapitaalverzekering bij leven in Nederland onder voorwaarden fiscaal begunstigd ten opzichte van sparen, zie onder. Wie geen behoefte had aan een verzekeringselement nam dit dan soms ten behoeve van de belastingbesparing op de koop toe. Van 2001 tot 2008, toen banksparen werd ingevoerd, gold dit ook nog, maar dan alleen gekoppeld aan een eigen woning (kapitaalverzekering eigen woning). (Het gold tot 2008 ook voor lijfrenteverzekeringen.)
Een uitkering bij eerder overlijden kan worden meeverzekerd. Er wordt dan bijvoorbeeld een percentage van het opgebouwde kapitaal uitgekeerd. In de tijd van de fiscale begunstiging werd daarbij 100% vermeden omdat het geheel dan eigenlijk geen verzekering is. Om voldoende, maar niet te veel van 100% af te wijken, was/is het vaak 90% of 110%. Het geheel heeft in deze gevallen tegengestelde verzekeringselementen van 10% minder of 10% meer ontvangen bij overlijden.
De uitkering bij overlijden kan ook bestaan uit een restitutie van de premie. In België wordt voor deze twee vormen respectievelijk de terminologie verzekering met uitgesteld kapitaal zonder terugbetaling van de premies (UKZT) en verzekering met uitgesteld kapitaal met terugbetaling van de premies (UKMT) gehanteerd.

## Gemengde verzekering
Bij een gemengde kapitaalverzekering wordt een uitkering bij leven maar ook bijvoorbeeld een even hoge uitkering bij overlijden uitgekeerd. Bij vroeg overlijden wordt hierbij dus veel meer uitgekeerd dan in de hierboven genoemde gevallen.

## Sparen of beleggen
Bij een kapitaalverzekering kan de verzekerde kiezen uit een spaar- of beleggingsverzekering. Bij een spaarverzekering is een minimale uitkering gegarandeerd (als gevolg van winstbijschrijving kan de uitkering hoger uitvallen). Bij een beleggingsverzekering wordt de premie belegd in één of meer beleggingsfondsen, waardoor de hoogte van de uitkering onzeker is.

### Spaarverzekering
Bij een spaarverzekering vergoedt de verzekeraar een vaste rente over de ingelegde premies. De rente staat voor de hele looptijd van de verzekering vast. Naast de rente vergoedt de verzekeraar ook zogenoemde winst. De winst is niet vergelijkbaar met de bedrijfseconomische winst. De winst in de zin van een levensverzekering is, kort samengevat, afhankelijk van het volgende.
Bij de vaststelling van de premie van een levensverzekering gaat de verzekeraar uit van drie grondslagen:
1. interest
2. sterfte
3. kosten

De verzekeraar berekent aan de hand van deze grondslagen de premie. In de premie is geen onderdeel ‘winst’ opgenomen. De verzekeraar reserveert dus geen deel van de premie voor zichzelf. De verzekeraar behaalt zijn winst uit het gunstiger berekenen van de grondslagen. Als voorbeeld interest: De verzekeraar weet dat hij 4% rente kan ontvangen. Bij de berekening van de premie gaat de verzekeraar echter uit van 3%. 1 procentpunt is dan de winst voor de verzekeraar. Ook bij de grondslagen sterfte en kosten wordt deze methodiek toegepast.
De verzekerde deelt mee in deze winst van de verzekeraar, waardoor het rendement op bijvoorbeeld 4 of 5% kan uitkomen.

### Beleggingsverzekering
Bij een beleggingsverzekering worden de ingelegde premies belegd in beleggingsfondsen. De beleggingsfondsen waarin wordt belegd zijn naar keuze van de verzekeringnemer. Bij bepaalde beleggingsfondsen met een laag risico geeft de verzekeraar vaak een garantierendement van bijvoorbeeld 2,5%. Het spreekt voor zich dat beleggen bepaalde risico’s met zich meebrengt.

## Fiscale aspecten (Nederland)
In Nederland is het opgebouwde kapitaal van een kapitaalverzekering belast in box 3. De betaalde premies zijn niet aftrekbaar en de uitkering is niet belast.

### Oude gevallen
Vóór 1 januari 2001 was in principe de in de uitkering begrepen rente belast, maar onder bepaalde voorwaarden niet. Onder voorwaarden geldt dit voor oude gevallen nog steeds.
Onder jaar wordt steeds verstaan verzekeringsjaar, niet kalenderjaar.

#### Oude regime van vóór de Brede Herwaardering
Het oude regime (pré-Brede-Herwaardering) was van toepassing tot de invoering van de Brede Herwaardering op 1 januari 1992. De regels uit het oude regime zijn nog van belang voor verzekeringen afgesloten vóór 1992 (zie verderop bij overgangsrecht). Bij het oude regime gold de hoofdregel dat de rente die in de uitkering aanwezig is, is belast (rente = uitkering minus betaalde premies). De rente was echter (zonder maximum) onbelast wanneer aan de volgende voorwaarden werd voldaan:
- Er is gedurende ten minste twaalf jaar premie betaald, en er is een bandbreedte-eis: tijdens de duur van de verzekering heeft de hoogste premie niet meer bedragen dan:
  - vijf keer de laagste premie bij een duur van de verzekering van niet meer dan vijftien jaar;
  - tien keer de laagste premie bij een duur van de verzekering van niet meer dan twintig jaar;
  - vijftien keer de laagste premie bij een duur van de verzekering van niet meer dan dertig jaar;
  - twintig keer de laagste premie bij een duur van de verzekering van meer dan dertig jaar.

Het was niet van belang of het om een uitkering bij leven of bij overlijden gaat. Wel gelden er aanvullende voorwaarden bij overlijden vanaf 72-jarige leeftijd om de uitkering onbelast te ontvangen.

#### Brede Herwaardering
De Wet Brede Herwaardering werd ingevoerd op 1 januari 1992. Voor kapitaalverzekeringen wijzigde de vrijstelling. Uitkeringen bij leven en overlijden werden niet langer gelijkwaardig gezien. De rente in de uitkering bij leven was belast voor zover:
- de kapitaalsuitkering meer bedroeg dan ƒ 210.000, mits ter zake van die verzekering ten minste 20 jaren jaarlijks premies zijn voldaan
- de kapitaalsuitkering meer bedroeg dan ƒ 62.000, mits ter zake van die verzekering ten minste 15 jaren jaarlijks premies zijn voldaan
- de hoogste premie niet meer heeft bedragen dan tien keer de laagste premie (bandbreedte-eis).

Voor gehuwden gold een dubbele vrijstelling.
De genoemde bedragen konden cumuleren, de in totaal (voor het hele leven van de belastingplichtige) vrijgestelde uitkering was daarmee € 123.428, los van de vrijstelling volgens de overgangsregeling voor polissen van vóór de Brede Herwaardering.
Deze regeling is alleen voor aflossing van de eigenwoningschuld in 2001 gecontinueerd (maar inmiddels ook alleen voor oude gevallen nog geldend, zie onder). De formulering is aangepast: de bedragen zijn bij elkaar opgeteld, dit totaal geldt bij minstens 20 jaar premiebetaling. Het lage bedrag bij minstens 15 jaar premiebetaling cumuleert sindsdien niet meer met het hoge bedrag, maar geldt uitsluitend als niet aan de 20-jaarseis is voldaan.

#### Overgangsrecht
Overgangsrecht staat deels in de Invoeringswet Wet inkomstenbelasting 2001, Hoofdstuk 2 Overgangsrecht, Artikel I Overgangsrecht inkomstenbelasting, AL Kapitaalverzekeringen die via box I worden afgewikkeld, AM Kapitaalverzekeringen: voorwaardelijke vrijstelling aangegroeide rente, AN Kapitaalverzekeringen: vrijstelling in box III.
Voor kapitaalverzekeringen die zijn afgesloten vóór 14 september 1999 gold een speciale regeling. De verzekeringnemer mocht tot 1 april 2013 de verzekering naar keuze omzetten in een kapitaalverzekering eigen woning (de verzekering belandde dan in box 1) of op zichzelf laten staan.
Voor alle op zichzelf staande kapitaalverzekeringen (zowel van vóór als van na de Brede Herwaardering, uiterlijk op 13 september 1999 afgesloten, die aan de voorwaarden van destijds voor fiscale voordelen voldoen, geldt dat sinds 2001 vermogensrendementsheffing verschuldigd is over de waarde, met steeds een vrijstelling van € 123.428 (niet geïndexeerd). De vrijstelling geldt tot en met 2029. Daarbij geldt bij uitkering het volgende.
De uitkering van een kapitaalverzekering van vóór de Brede Herwaardering is verder niet belast.
Bij uitkering van een kapitaalverzekering volgens de Brede Herwaardering is alleen nog in box 1 extra belasting verschuldigd als de opgebouwde waarde K op 31 december 2000 meer bedroeg dan € 123.428. Bij tot en met 31 december 2000 betaalde premies P is dan in box 1 het volgende bedrag belast: (K – € 123.428) × (K – P) / K. Per 1 april 2017 is vooruitlopend op wetgeving de eis van het aantal jaren premiebetaling gewijzigd: de voorwaarde is nu dat er vanaf het begin minstens 15 achtereenvolgende jaren premie is betaald (met de mogelijkheid na daarop volgende premievrije jaren de premiebetaling te hervatten), of dat de looptijd niet langer is dan de duur van de premiebetaling. Er geldt dus niet meer dat het maximale bedrag aan uitkering waarvan het daarin begrepen rendement is vrijgesteld lager is als minder dan 20 jaren premie is betaald. Er blijft over dat de hoogste premie niet meer bedraagt/bedroeg dan het tienvoud van de laagste premie in de jaren van premiebetaling.